# Separatismo en Rusia

Las repúblicas y las regiones autónomas de la Federación de Rusia, en la que los rusos son una minoría (según el censo de población total de Rusia del año 2010)

El separatismo en Rusia es un fenómeno causado por el deseo de algunos grupos étnicos, subétnicos y regionales que viven dentro de los límites declarados de la Federación de Rusia, de tener mayor soberanía, autonomía, o directamente desligarse políticamente de república de Rusia.
Después del colapso de la Unión de Repúblicas Socialistas Soviéticas (URSS) en los años 90 del siglo XX, la Federación de Rusia, según muchos analistas políticos, estuvo ella misma también al borde de un segundo colapso de alcance variable. Mientras que en Rusia hubo un estado independiente de facto, la República Chechena de Ichkeria (Chechenia), lo que llevó la lucha armada contra las fuerzas federales, tratando de ampliar sus fronteras y mantener su control; además también existió el poder de Regiones como Tartaristán (Presidente Mintimer Shaimíev), Baskortostán (Murtazá Rajímov), Yakutia (Mijaíl Nikoláiev), la región de Sverdlovsk (Eduard Róssel) en las que algunos otros llevaron a cabo una política bastante independiente y ambiciosa, en realidad al borde del separatismo (sin embargo, sin expresar directamente la necesidad del retiro de sus repúblicas de Rusia). Dentro de esta política, también fue provocada por una declaración del jefe del Soviet Supremo Borís Yeltsin, que hizo en una reunión pública en Ufá, el 6 de agosto del año 1990 en la cual dijo: "Tómense toda la soberanía que se puedan tragar". El 8 de agosto, repitió palabras similares en Kazán (véase Desfile de Soberanías).
Los principales centros de separatismo en Rusia en 1999 fueron Chechenia y Daguestán. Según algunos informes, los sentimientos separatistas están presentes en Tuvá, Tartaristán, Baskortostán, Yakutia y Buriatia. Existe en Rusia y el separatismo de algunas regiones pobladas principalmente por rusos. Sin embargo, en los últimos años, las tendencias del separatismo también se han manifestado en regiones predominantemente rusas de Rusia las cuales ya carecen de etnia. En total en Rusia hay de 31 a 75 puntos de estrés etno-territorial. Sin embargo, algunos especialistas tienen en cuenta que, a partir de la década del 2000, las tendencias hacia el separatismo en Rusia están disminuyendo gradualmente, aunque su potencial sigue siendo considerable.

## Separatismo étnico

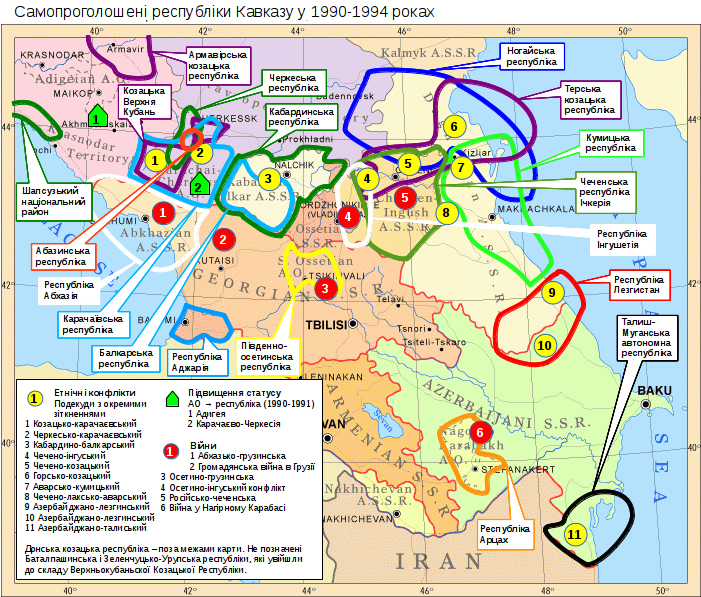
Estados autoproclamados en el Cáucaso

La Federación de Rusia tiene una composición étnica compleja. En 13 de las 83 entidades constitutivas de la Federación de Rusia, la proporción de rusos en la población es inferior al 50%. Entre las regiones con la mayor proporción de grupos étnicos titulares se encuentran las repúblicas del Cáucaso Norte y la República de Tuvá.

### Cáucaso
Un movimiento separatista en el territorio del Cáucaso Norte tiene una extensa historia (incluyendo su existencia o el tratar de ser un estado independiente, tanto como pueblos distintos, como por grupos étnicos, y unas cuantas personas en determinados períodos: pre-ruso, la guerra civil real, el colapso de la URSS), y opera bajo la bandera del Emirato del Cáucaso Norte hasta el año 2016.
Además de Chechenia, también han existido anteriormente focos activos de separatismo en:
- Cáucaso septentrional unificado defendido en las décadas de 1980 y 1990 por la Confederación de los Pueblos de las Montañas del Cáucaso. Sin actividad desde 2000.
- Lezgistán septentrional (separatismo lezguino, irredentismo con el azerbaiyano Lezgistán, en actuaciones cívicas)[9]
- Zona de Kadar (forma armada)[10]

¿Era es el movimiento para la autonomización de las diferentes áreas, así como para la reconstrucción de su estado, como irredentismo (además de lezguinos) Osetia (Rusia en el Norte y Georgia del Sur de Osetia), adigué (Adiguesia, Kabardinskaya, Cherkesia) y otros parientes (Balkaria, Karacháis) de los pueblos, la separación de Daguestán (Kumykistan, la autonomía de Nogai, Tabastán ).

#### Ichkeria
La República Chechena de Ichkeria es una entidad estatal no reconocida que existió después de la disolución de la URSS en partes del territorio de la antigua RASS de Chechenia e Ingusetia. Fue disuelta durante los conflictos chechenos.

#### República de Abazínskaya
Los movimientos nacionales de Abazá "Adgylara", tuvieron su cúspide en los años de 1990 y 1991 y "Apsadgyl" y el Congreso de Abaza y de los pueblos del Cáucaso que exigían la liberación de la región nacional Abazá. Además, se han hecho propuestas para combinar más pequeño que el Karachai, las naciones KCHAO más grande en Cherkessk-Abaza y la República Nogaï y República-Abaza. Sin embargo, no se llegó a un acuerdo sobre estos temas.
En noviembre de 1991, en un congreso de diputados de todos los niveles y representantes del pueblo Abazin, se proclamó una República Abaza separada con su capital en el pueblo de Psyzh, que no fue reconocida por la dirección de la RSFS de Rusia. Abazinia siguió siendo parte del Óblast autónomo Karachái-Cherkeso (desde el 30 de noviembre de 1990 - República Socialista Soviética de Karacháyevo-Cherkesia dentro de la RSFS de Rusia, desde el 16 de octubre de 1992 - República de Karacháyevo-Cherkesia).
En relación con la reforma municipal y la aparición de la Ley Federal del 2006 "Por la Autonomía Local" y "En las fronteras de los municipios de KCR" el Congreso extraordinario de la gente Abazá, pasado el 27 de junio de 2005, ordenó a los jefes de las administraciones de los 13 pueblos de Abazá ubicados en cinco regiones del KCR, anunció su retiro inmediato de otros municipios y se unió al distrito de Abazinski con fondos presupuestarios separados.
El 25 de diciembre del año 2005, se realizó un referéndum en estos territorios, en el que el 99% de los votantes votaron "a favor" de la creación del distrito de Abazinski. De acuerdo con los resultados del referéndum del 1 de junio de 2006, el distrito de Abazinski fue formado por el decreto del primer ministro de Rusia. Todas las autoridades del distrito de Abazinski se formaron por completo el 1 de enero del año 2009.

### República de Tartaristán
El 30 de agosto de 1990, el Consejo Supremo de la República Socialista Soviética Autónoma Tártara adoptó la Declaración sobre la Soberanía Estatal de la República de Tartaristán. En la declaración, entraba en conflicto con algunos defensores de la Unión y contra casi todos los demás de la Rusia autónoma (excepto de Chechenia-Ingushetia) de la República, en esta constitución no indicaba la presencia de la república como parte de la RSFS de Rusia o de la URSS, y se anunció que existía como un estado soberano y sujeto del derecho internacional que entra en contratos y alianzas con Rusia y otros estados. Durante el colapso de la URSS, y más tarde de Tartaristán con la misma redacción adoptada de declaraciones y resoluciones en relación con un acto de independencia y unirse a la CEI, que se celebró un referéndum, adoptó una constitución.
El 18 de octubre del año 1991, fue adoptado por el Consejo Supremo sobre el acto de la independencia estatal de Tartaristán.
En otoño del año 1991, en preparación para la firma de los Tratados constitutivos de la CCV como una entidad confederal, el 9 de diciembre de, 1991 se anunció de nuevo el deseo de auto-unirse a la SSG.
El 26 de diciembre de 1991, con el Tratado de Belavezha que ponía fin a la existencia de la URSS y la formación de la CEI, se adoptó una Declaración en Tartaristán de unirse a la CEI como uno de los fundadores.
El 21 de marzo de 1992, en Tartaristán se aprobó en un referéndum sobre el estado de la República de Tartaristán. A la pregunta "¿Está de acuerdo que la República de Tartaristán sea un estado soberano, un sujeto de derecho internacional, con la construcción de sus relaciones con la Federación de Rusia y otras repúblicas y estados sobre la base de los tratados equitativas?" Positivamente votó a favor de más de la mitad de los ciudadanos (61,4%) que tomaron participación en la votación.
Sin embargo, antes de esta decisión, la Corte Constitucional de la Federación de Rusia el 13 de marzo de 1992 N.º 3-P resultaron ser consistentes con la Constitución de la RSFS de Rusia, la Federación de Rusia en 1978 a través de una serie de disposiciones sobre la Declaración de la Soberanía Estatal del tártaro SSR del 30 de agosto de 1990, la restricción de las leyes de la Federación Rusa en el territorio de República de Tartaristán, así como la decisión de la República de Tartaristán del Consejo Supremo del 21 de febrero de 1992 " en la celebración de la República de Tartaristán de la consulta sobre el estado de la República y otras repúblicas, estados sobre la base de tratados iguales.
El 31 de marzo de 1992, en Tartaristán se negaron a firmar el Tratado Federal. El 22 de mayo, el Soviet Supremo adoptó una resolución sobre el estado de Tartaristán como un estado soberano. El 30 de noviembre de 1992, se creó una nueva Constitución de la República de Tartaristán, que declaraba que era un estado soberano.
En diciembre del año 1993, en Tartaristán se anunció un boicot al voto de todos los rusos el 12 de diciembre de 1993 sobre el borrador de la nueva Constitución de Rusia. Se declaró que la votación sobre el proyecto de constitución de Rusia en Tartaristán no tuvo lugar, ya que menos del 15% de los votantes participaron en ella. La mayoría de ellos (74,84%) votaron a favor de la adopción de la Constitución de la Federación de Rusia, que define a Tartaristán como un sujeto de la Federación de Rusia.
En el Tratado de delegación mutua de autoridad con la Federación de Rusia, concluido el 15 de febrero del año 1994, Tartaristán fue declarado un estado asociado como un estado confederal unido con Rusia.
Entre los año 1990 y el 2000, el separatismo tártaro se basó, entre otras cosas, en el hecho del Asedio de Kazán por las tropas de Iván el Terrible y la posterior eliminación del Kanato de Kazán y fue reforzado por el lema 'Recuerdo el 1552' y 'El Holocausto del pueblo tártaro - 1552!'.
El 19 de abril del año 2002, el Consejo de Estado de Tartaristán adoptó una nueva versión de la Constitución de la República, alineada con la Constitución de la Federación de Rusia.

### República de Carelia
Entre todas las etnias y repúblicas que forman la Federación Rusa, los Carelios son un pueblo nórdico con una larga tradición y lengua propia, emparentada con el finés. Durante siglos permanecieron ajenos al mundo ruso hasta que fueron derrotados e incorporados a distintos reinos y entidades políticas dependientes de Moscú desde el siglo XIV. La independencia de Finlandia en 1917 y más tarde la lucha por el control del territorio carelio, supuso una guerra entre Finlandia y la antigua URSS en 1941, conocida como Guerra de Invierno. Desde entonces una quinta parte de Carelia se encuentra en Finlandia y la mayoría del territorio carelio forma la República de Carelia de la Federación Rusa. Desde entonces la población que quedó bajo dominio soviético fue obligada a la rusificación del territorio y a la desaparición obligada de su cultura. Una parte importante de los carelios de la República rusa de Carelia emigraron durante el siglo XX a Finlandia, donde se asentaron y siguieron manteniendo viva su cultura. Desde entonces todos los movimientos por la independencia del territorio carelio de Rusia y la recuperación de su cultura y su lengua como el "último país nórdico de Europa" han sido reprimidas tanto en la Unión Soviética como posteriormente la Federación Rusa, tanto a nivel individual como las organizaciones políticas, todas ellas perseguidas y clandestinas. Otras organizaciones independentistas tienen su asiento en Finlandia, donde pueden operar con libertad y seguir manteniendo la esperanza del cambio político que pueda ofrecer las condiciones para que Carelia pueda proclamarse país soberano e independiente de Rusia.
Se puede decir que la región de Carelia es el mayor foco independentista junto al Cáucaso dentro de las fronteras actuales de la Federación Rusa.
En Carelia se trató de realizar un referéndum sobre unirse a las zonas fronterizas de la República de Carelia de Finlandia, el empresario Viacheslav Drezner fue condenado por un tribunal ruso por la actividad extremista, y posteriormente condenado a una multa de 100 mil rublos. Este fue el primer caso fuerte de separatismo en esta república. Además, se distribuyeron folletos con llamadas a celebrar un referéndum sobre la secesión de Rusia a las ciudades y pueblos.
El 27 de noviembre del 2015 el tribunal de la ciudad de Petrozavodsk para las llamadas al separatismo condenó al diputado de la ciudad de Suoyarvi Vladimir Zavarkin a una multa de 30 mil rublos.

## Separatismo territorial

### Región de Kaliningrado
El Partido Republicano Báltico, efectivo desde el 1 de diciembre de 1993, estableció como objetivo la mejora del estatus de la región de Kaliningrado como parte de Rusia, al menos para una república autónoma con la perspectiva de separarse de la Federación Rusa. El 3 de diciembre de 2003, el partido fue disuelto, ya que su carta contradecía la Constitución de la Federación Rusa. Los intentos de restaurarlo mediante denuncias ante el ECHR no tuvieron éxito. El movimiento público regional de Kaliningrado "Respublika" es el sucesor formal del partido.

### Región de Múrmansk
El separatismo en esta área no tuvo manifestaciones vocales hasta el año 2018. En abril de 2018 fue cometido por el juicio de un residente de la ciudad de Severomorsk para llamar al departamento de la región de Múrmansk en Rusia, el castigo que recibió en forma de 1 año con 6 meses de prisión. Además, la comunidad de los separatistas locales "Laponia Libre" fue creado en febrero de 2018. "Libre de Laponia" se fijó el objetivo de separar Pechenga, Lovózero y otras áreas, así como el Cerrado "Vidyáievo", "Aleksandr", "Zaozersk" y "el lago. En la ciudad más grande entre todas las unidades administrativas en el Ártico. Para el 5 de mayo se planificaron Acciones en toda Rusia, sobre el evento "Nos dijo que no al rey", así como la procesión de los separatistas de Laponia, pero la acción no tuvo lugar debido a que el avance de su dispersión se conectaron a la policía y los servicios de inteligencia, incluyendo el Servicio de Seguridad Federal.

### Ural
La república Ural - existió desde el 1 de julio de 1993 al 9 de noviembre de 1993 dentro de los límites de la moderna óblast de Sverdlovsk. La república se transformó de la región de Sverdlovsk con el objetivo de aumentar su estatus dentro de la Federación de Rusia y ganar más independencia económica y legislativa. Dejó de existir después de la emisión del Decreto del Presidente de la Federación de Rusia sobre la disolución del Consejo Regional de Sverdlovsk, y luego sobre el despido del jefe de la administración Eduard Róssel.
También en el marco de la "Gran República Ural" iba a ser la región de Cheliábinsk, en la que, durante la existencia de la República de los Urales, estalló una aguda crisis política .

## Separatismo Mixto (etno-territorial)

### Siberia
En 1993, durante una reunión de participantes del Acuerdo de Siberia (Asociación de Ciudades de Siberia) Amán Tuléiev presentó la idea de la unificación en la República de Siberia.
En agosto del año 2014, los activistas presentaron dos solicitudes a la oficina del alcalde de Novosibirsk para acordar la "Marcha por la federalización de Siberia" y (después de renombrarla) "Marcha por la inviolabilidad del orden constitucional". Ambas aplicaciones fueron rechazadas. Los organizadores pidieron el desarrollo del federalismo en el espíritu de las regiones siberianas del siglo XIX. 1 de agosto de 2014 las autoridades rusas han bloqueado a un grupo de Vkontakte "Marcha por la federalización de Siberia" y uno de sus organizadores - el artista Artiom Lóskutov. Roskomnadzor emitió una advertencia a 14 medios sobre la inadmisibilidad de publicar información sobre la Marcha por la Federalización de Siberia. La marcha nunca se llevó a cabo.

### Extremo Oriente
Desde la primavera de 1992, parte de la élite del Extremo Oriente ruso ha tomado la posición de franco separatismo del Extremo Oriente y como precedente discutió francamente el estado República del Extremo Oriente que existió desde abril de 1920 hasta noviembre de 1922. Ya a mediados de los años 90, se presentaron propuestas reales para la creación y unificación de la nueva República del Extremo Oriente. En particular, el político Víktor Isháiev, que fue gobernador del territorio de Jabárovsk durante 17 años, pidió esto. Según la Nezavísimaya Gazeta, la tendencia del separatismo es la más fuerte en ciudades costeras (por ejemplo, en Vladivostok y Múrmansk). En enero-febrero del año 2009, los mítines de los habitantes del Extremo Oriente, que comenzaron por razones puramente económicas, llevaron a la emergencia de la idea de una república del Extremo Oriente (DDA) independiente.

### ¡Basta ya alimentar a Moscú!
En Internet, a pesar del bloqueo del Roskomnadzor, en 2014 hubo llamadas regulares para ir a la marcha "¡Basta ya alimentar a Moscú!". Uno de los organizadores de la marcha fue el mencionado artista ruso Artiom Lóskutov. Según la versión oficial, la marcha no fue por secesión, sino por la expansión del autogobierno y la distribución equitativa de los recursos financieros. Bajo el mismo lema, se preparó una marcha para la federalización del Kubán. La marcha en Krasnodar no tuvo lugar debido a la ausencia de participantes.

## Aspectos legales
En diciembre de 2013, la Duma Estatal adoptó el proyecto de ley del Partido Comunista de la Federación de Rusia sobre la introducción de la responsabilidad penal por convocatorias públicas para la división de Rusia. Castigo por violación de la ley: una multa de hasta 300 mil rublos, trabajo obligatorio de hasta 300 horas o prisión de hasta tres años o cinco años (si se hicieron llamamientos por Internet).